# Statuia Lupoaicei din Târnăveni

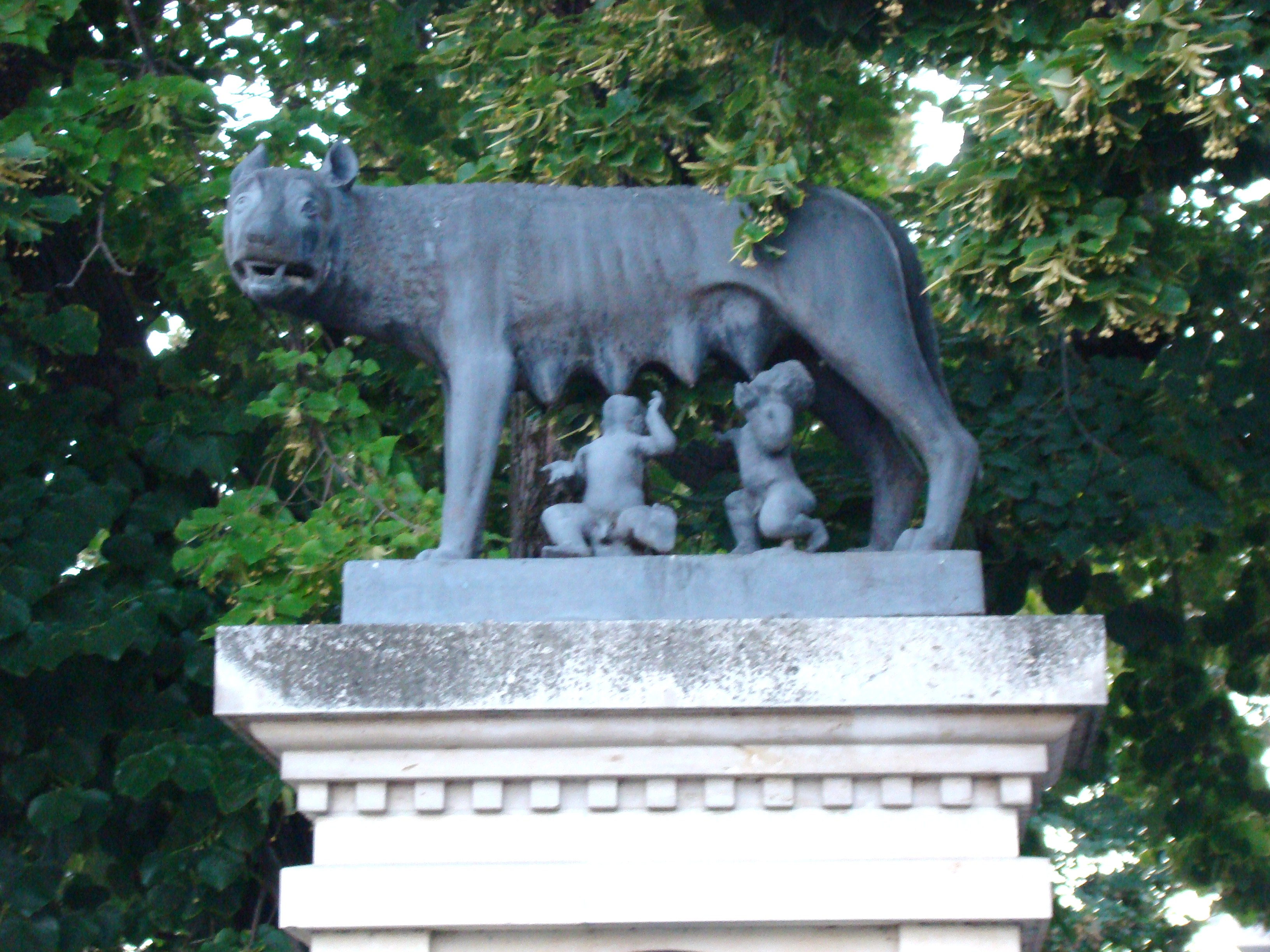
Statuia Lupoaicei (Lupa Capitolina) din Târnăveni

Statuia Lupoaicei din Târnăveni a fost inaugurată în 1992, lângă primăria Târnăveni, în fața școlii „Traian”.

## Istoric
Inițiativa i-a aparținut primarului Octavian Popa. A profitat de momentul când Statuia Lupa Capitolina din Turda a fost restituită orașului Târgu Mureș. Cu această ocazie, Statuia Lupoaicei din Târgu Mureș a fost dusă întâi la Combinatul chimic Târnăveni, pentru a fi curățată de impurități. Primarului Octavian Popa i-a plăcut așa mult statuia, încât s-a hotărât să ridice una și la el în oraș. De aceea, a dispus să se facă, în Combinatul Chimic, un mulaj după statuia curățată. În felul acesta, s-au obținut 17 piese care, asamblate, compun Lupoaica.
De remarcat că statuia aflată în Târgu Mureș, modelată de sculptorul Ion Schmidt Faur, este o copie după statuia Lupoaicei din București, dăruită de statul italian și inaugurată la 7 septembrie 1906 cu ocazia împliniri a 25 ani de domnie a Regelui Carol I și 1800 ani de la cucerirea romană a Daciei.

## Galerie de imagini

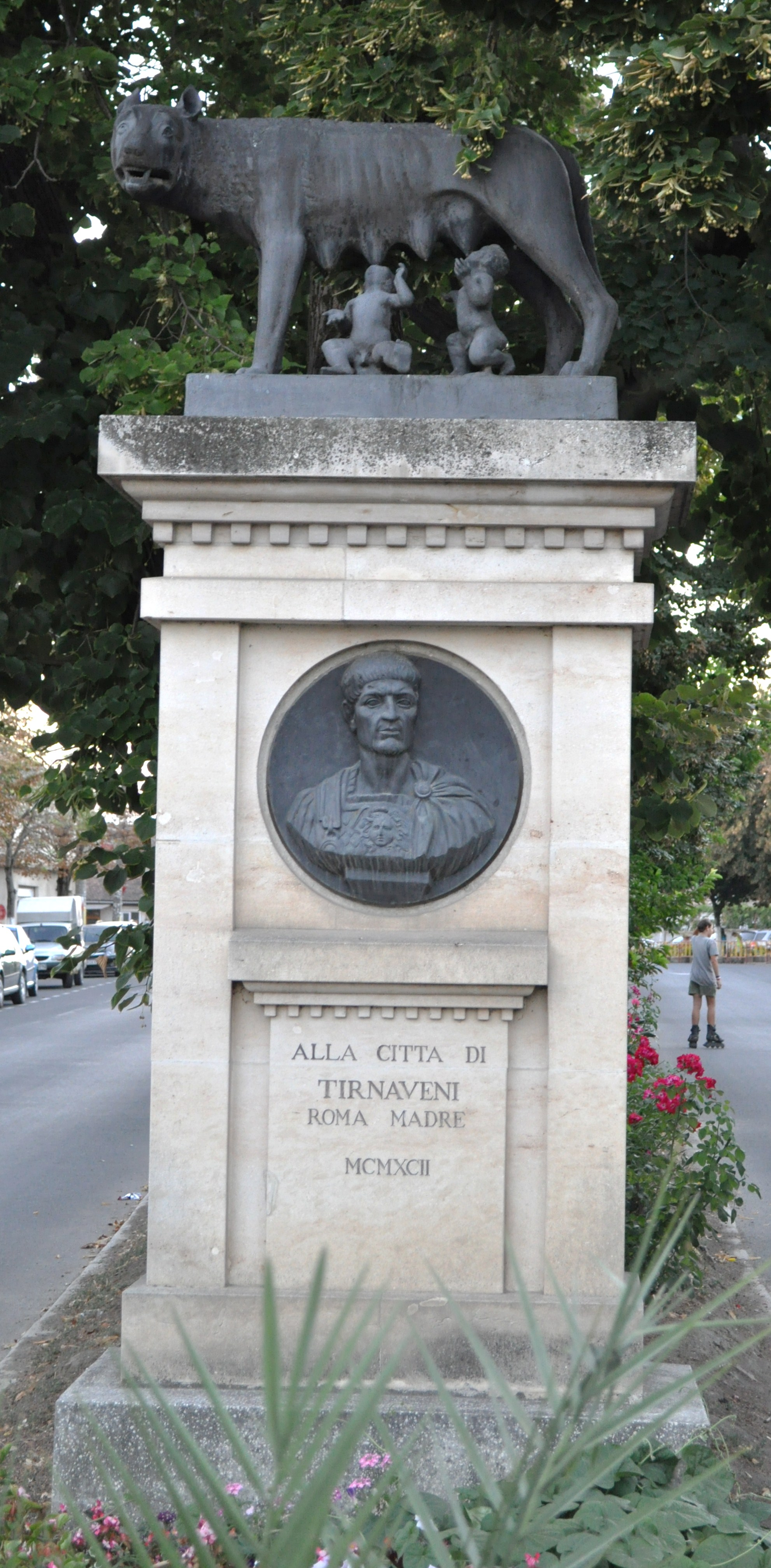
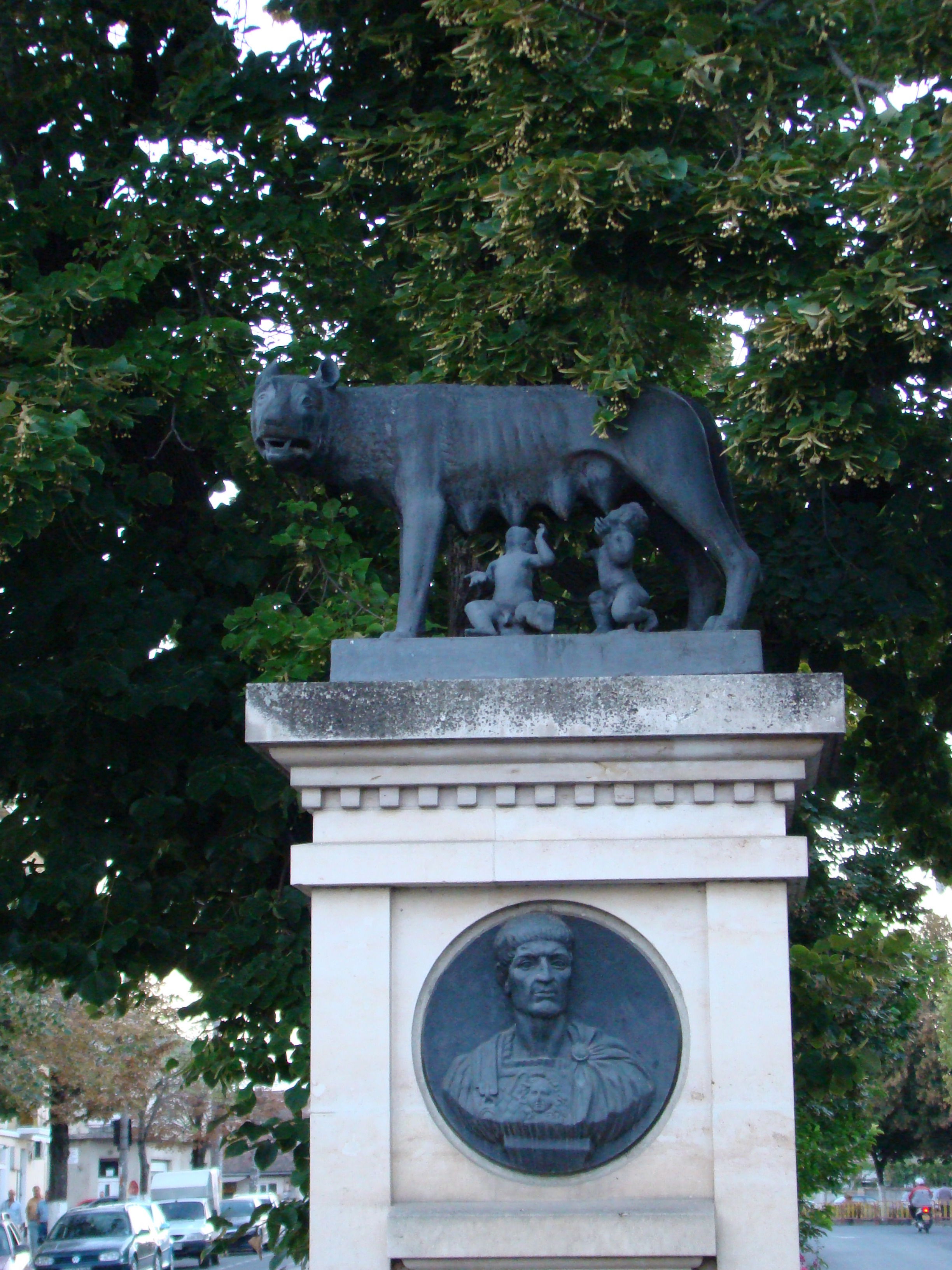